# Fuksja magellańska
Fuksja magellańska, f. Magellana, f. zwyczajna (Fuchsia magellanica Lam.) – gatunek rośliny z rodziny wiesiołkowatych. Pochodzi z Ameryki Południowej (Chile i Argentyna), rozprzestrzeniony został także w innych rejonach Ameryki Południowej, w Australii i Nowej Zelandii, Afryce, Makaronezji, wyspach Kanaryjskich, Azorach i Hawajach. W wielu krajach świata jest uprawiany.

## Morfologia
PokrójKrzewiasty, rośliny dorastają do 1 m wysokości (w szklarniach wyższe) o liściach jajowatolancetowatych z brzegu ząbkowanych.
KwiatyZwisłe, duże, są osadzone w kątach liści. Mają czerwony kielich i purpurową koronę.
OwocCzarna jagoda.
Gatunki podobneCzęściej uprawiana jest w Polsce fuksja mieszańcowa, charakteryzująca się bardziej masywnymi kwiatami.

## Zastosowanie
Jest uprawiana jako roślina ozdobna w licznych kultywarach, często będących mieszańcami. W krajach o cieplejszym klimacie (strefy 7-10) jest uprawiana na zewnątrz pomieszczeń. W Polsce ze względu na klimat jest uprawiana jako nietypowa roślina pokojowa. Zimą musi być przetrzymywana z ogrzewanych pomieszczeniach, ale latem zwykle wystawiana jest w pojemnikach na balkony, werandy lub do ogrodu.

## Kultywary (wybór)
- 'Alba' ma białe kwiaty i może dorosnąć do dużych rozmiarów,
- 'Thompsonii' ma szkarłatnego koloru rurkę kwiatową i bladopurpurowe płatki korony,
- 'Versicolor' (lub 'Tricolor') ma za młodu czerwonawe liście, potem szarozielone z białym obrzeżeniem. Kwiaty małe i wybitnie czerwone.